# 20 mei
20 mei is de 140e dag van het jaar (141e dag in een schrikkeljaar) in de gregoriaanse kalender. Hierna volgen nog 225 dagen tot het einde van het jaar.

## Gebeurtenissen
- Algemeen
  - 1750 – Een groot deel van Enschede wordt door brand verwoest.
  - 2012 – Bij een aardbeving in het noorden van Italië met een kracht van 5,9 op de schaal van Richter komen 6 mensen om het leven.
- Infrastructuur
  - 2006 – De Chinese Drieklovendam in de Jangtsekiang wordt 's werelds grootste waterkrachtcentrale en dam. De bouw begon in 1994.
- Kunst en cultuur
  - 1950 – Jacques Brel huwt Thérèse Michielsen.
  - 1991 – Jaco Van Dormael ontvangt de Gouden Camera op het filmfestival van Cannes voor Toto le héros.
  - 2006 – Finale van het 51ste Eurovisiesongfestival, Finland wint met de groep Lordi.[1]
- Oorlog
  - 1654 – Het Koerlandse schip Das Wappen der Herzogin von Kurland vaart uit om Tobago te bezetten.
  - 1861 – Kentucky verklaart zich neutraal in het conflict dat de Amerikaanse Burgeroorlog zou gaan heten.
  - 1940 – In de Poolse stad Oświęcim, beter bekend als Auschwitz, wordt een concentratiekamp ingericht.
  - 1941 – Duitse troepen vallen Kreta binnen.
  - 1945 – Canadese troepen arriveren op Texel; einde Opstand van de Georgiërs.
- Politiek
  - 1824 – Karel X wordt koning van Frankrijk.
  - 1902 – Cuba wordt onafhankelijk van de Verenigde Staten.
  - 1927 – Saoedi-Arabië wordt onafhankelijk van het Verenigd Koninkrijk.
  - 1955 – De Benelux-landen presenteren het Benelux-Memorandum aan de andere lidstaten van de EGKS.
  - 1990 – In Roemenië worden de eerste vrije verkiezingen gehouden na de val van het communisme. Interim-president Ion Iliescu en het Front voor Nationale Redding winnen de parlements- en presidentsverkiezingen.
  - 1995 – De Zuid-Afrikaanse president Nelson Mandela houdt toespraken gehouden in de provincie KwaZoeloe-Natal, ondanks waarschuwingen voor zijn veiligheid. Het geweld in de provincie, het bolwerk van de Inkatha Vrijheidspartij, laait de afgelopen weken op.
  - 2002 – Onafhankelijkheid van Oost-Timor wordt hersteld.
  - 2003 – Jan Peter Balkenende wordt formateur en Maxime Verhagen wordt fractievoorzitter CDA.
  - 2007 – In Bulgarije worden naar aanleiding van de toetreding tot de Europese Unie tussentijdse verkiezingen voor het Europees Parlement gehouden.
  - 2012 – Bij de tweede ronde van de presidentsverkiezingen in Servië verslaat Tomislav Nikolić van de nationalistische Servische Progressieve Partij onverwacht de zittende president Boris Tadić.
  - 2016 – Het Nederlandse ministerie van Buitenlandse Zaken past het reisadvies voor het politiek instabiele Venezuela aan. Reizen naar steden en dichtbevolkte gebieden wordt ontraden.
- Religie
  - 325 – Eerste Concilie van Nicea: Keizer Constantijn de Grote roept een oecumenisch concilie bijeen in de Aziatische stad Nicea (Turkije).
  - 1982 – Oprichting van de Pauselijke Raad voor de Cultuur van de Romeinse Curie door Paus Johannes Paulus II en benoeming van kardinaal Gabriel-Marie Garrone tot president.
- Sport
  - 1978 – Het Nederlands voetbalelftal sluit de voorbereiding op het WK voetbal 1978 in Argentinië af met een 1-0 zege in en op Oostenrijk. Arie Haan maakt het enige doelpunt. PSV'er Jan Poortvliet maakt zijn debuut voor Oranje.
  - 1998 – Real Madrid wint de Champions League. In de finale in Amsterdam is de Spaanse voetbalclub met 1-0 te sterk voor het Italiaanse Juventus.
  - 1998 – Unihockey en Floorball Club Utrecht wordt opgericht onder de naam Sticky Fingers en is daarmee een van de oudste floorballverenigingen van Nederland.
  - 2004 – De hockeysters van Hockeyclub 's-Hertogenbosch winnen op Hemelvaartsdag de zevende landstitel op rij in de Nederlandse hoofdklasse door Amsterdam met 3-1 te verslaan in het tweede duel uit de finale van de play-offs.
  - 2005 – Heracles Almelo promoveert naar de eredivisie, waaruit het in 1986 degradeerde.
  - 2005 – Vincent Kompany van RSC Anderlecht wint voor de tweede keer op rij de Ebbenhouten Schoen als beste voetballer van Afrikaanse afkomst in de Belgische Jupiler Pro League.
  - 2007 – De hockeydames van Den Bosch worden voor de tiende keer op rij landskampioen. Bij de mannen prolongeert HC Bloemendaal de titel en worden voor de elfde keer in hun bestaan landskampioen.
  - 2009 – Sjachtar Donetsk wint de finale van de UEFA Cup met 2-1 van Werder Bremen.
  - 2010 – KVRS Waasland – SK Beveren ontstaat uit een fusie tussen Red Star Waasland en KSK Beveren.
  - 2012 – In de finales van de play-offs van het Nederlandse voetbal promoveert Willem II naar de Eredivisie door FC Den Bosch te verslaan en handhaaft VVV-Venlo zich in de hoogste divisie door Helmond Sport te verslaan. Vitesse plaatst zich voor de tweede voorronde van de Europa League door winst op RKC Waalwijk.
  - 2018 – In Rotterdam verliest Sparta en degradeert uit de eredivisie, het wordt 1-3 en daardoor promoveert tegenstander FC Emmen voor het eerst in de historie naar de hoogste divisie. De Graafschap doet dat ook na winst in het tweeluik tegen Almere City.
  - 2018 – De rugbyers van 't Gooi veroveren in Amsterdam voor de vierde keer in de clubgeschiedenis de Nederlandse titel. In de finale wordt RC Hilversum met 30-19 verslagen, waarmee 't Gooi revanche neemt voor de verloren finale van vorig seizoen.
  - 2024 – Het vrouwenvoetbalteam van AFC Ajax wint de KNVB Beker door in de finale Fortuna Sittard met 3-1 te verslaan.[2]
- Wetenschap en technologie
  - 1498 – De Portugese ontdekkingsreiziger Vasco da Gama bereikt Calicut (India).
  - 1570 – In Antwerpen wordt de eerste moderne atlas uitgegeven door Gilles Coppens de Diest.
  - 1873 – Levi Strauss en Jacob Davis krijgen patent op de spijkerbroek.
  - 1875 – De Meterconventie wordt getekend.
  - 1927 – Charles Lindbergh begint aan de eerste non-stop solovlucht over de Atlantische oceaan in zijn toestel Spirit of St. Louis.
  - 1932 – Amelia Earhart begint aan de eerste non-stop solovlucht over de Atlantische Oceaan door een vrouwelijke piloot.
  - 1940 – Demonstratie door Igor Sikorsky van zijn eerste helikopter.
  - 1977 – Eerste vlucht van een Soechoj Soe-27 Flanker, een multirol-straaljager ontwikkeld in de Sovjet-Unie.
  - 1978 – Lancering van Pioneer-Venus 1 (Pioneer Venus Orbiter) een ruimtevaartuig dat de atmosfeer van de planeet Venus moet onderzoeken.[3]
  - 2012 – Mongolië tekent in New York protest aan tegen een veiling van het skelet van een dinosaurus die mogelijk op Mongools grondgebied is aangetroffen. Het gaat om een vrijwel intacte Tyrannosaurus bataar, een kleinere achterneef van de Tyrannosaurus Rex.

## Geboren

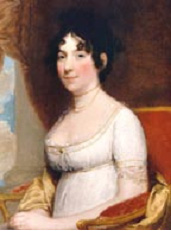
Dolley Madison
geboren in 1768

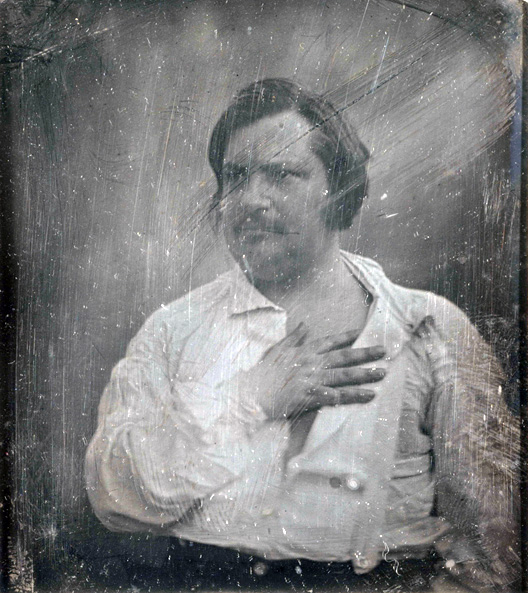
Honoré de Balzac
geboren in 1799

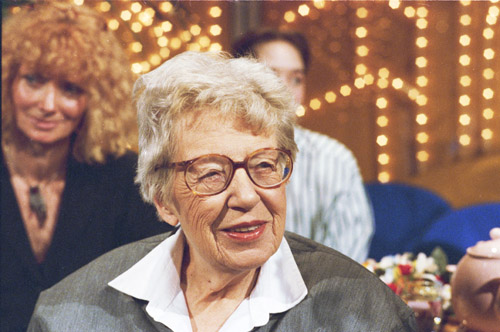
Annie M.G. Schmidt
geboren in 1911

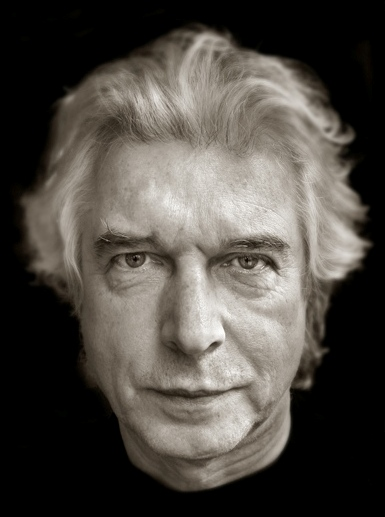
Boudewijn de Groot
geboren in 1944

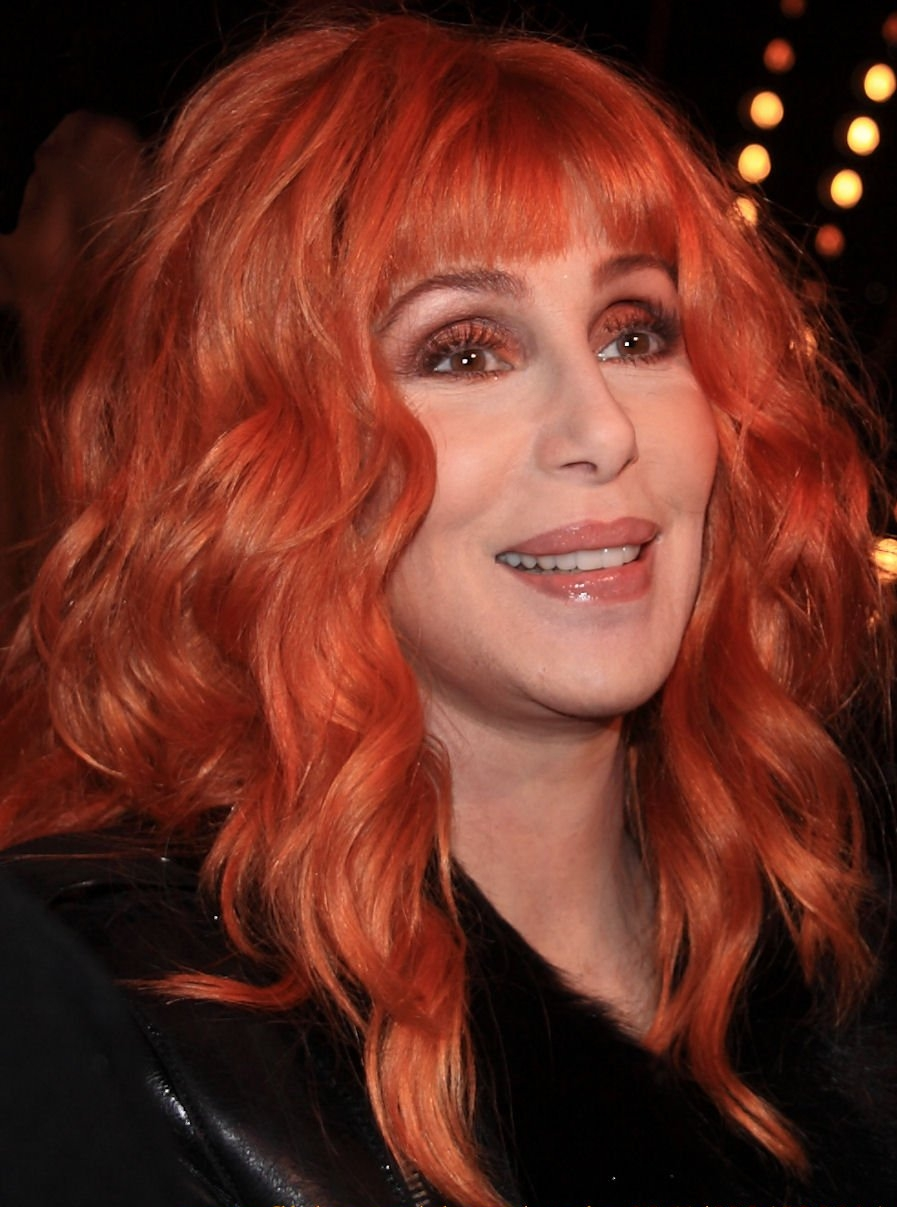
Cher
geboren in 1946

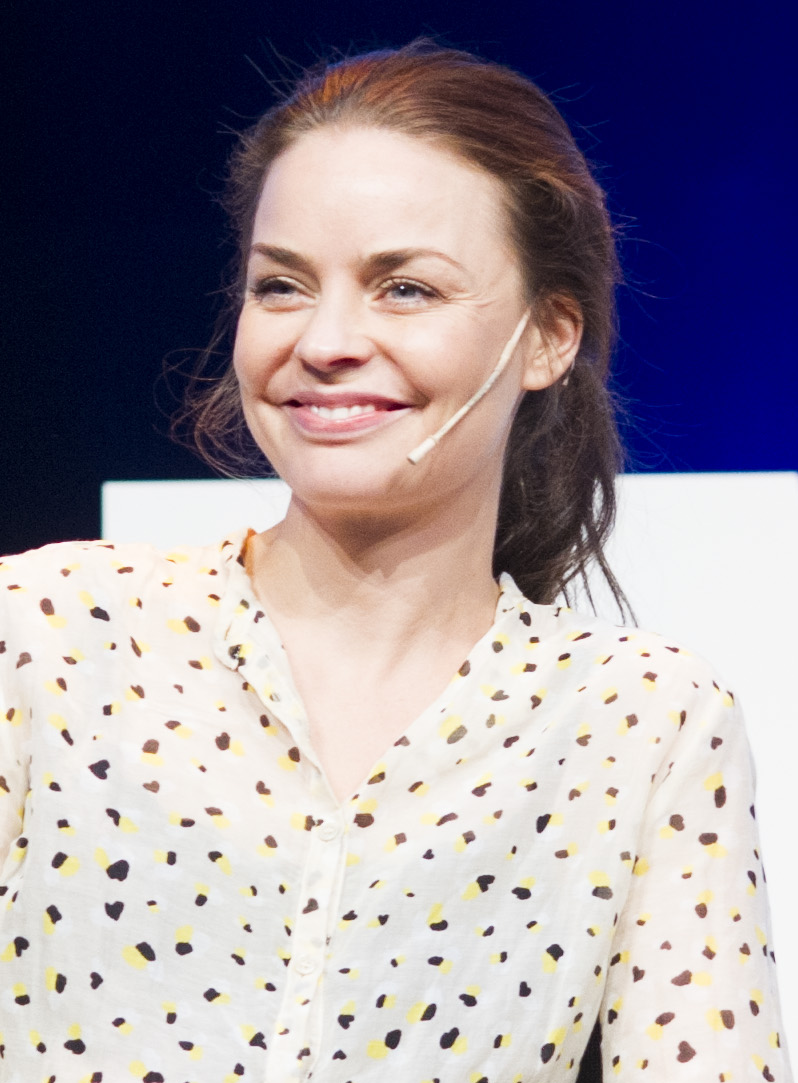
Agnes Kittelsen
geboren in 1980

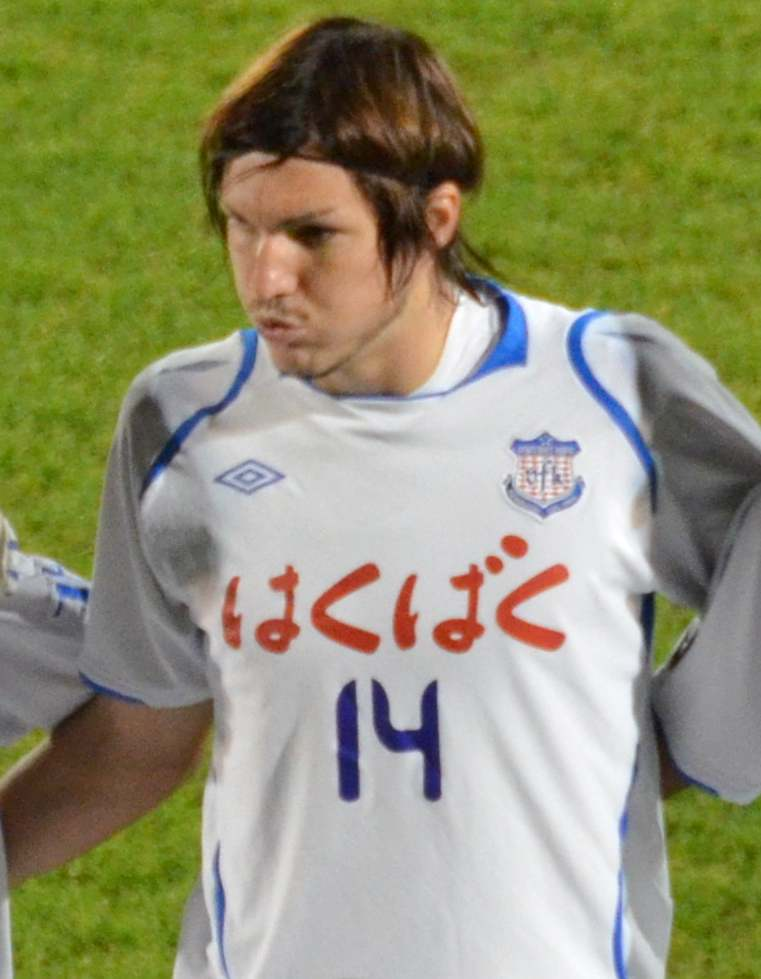
Mike Havenaar
geboren in 1987

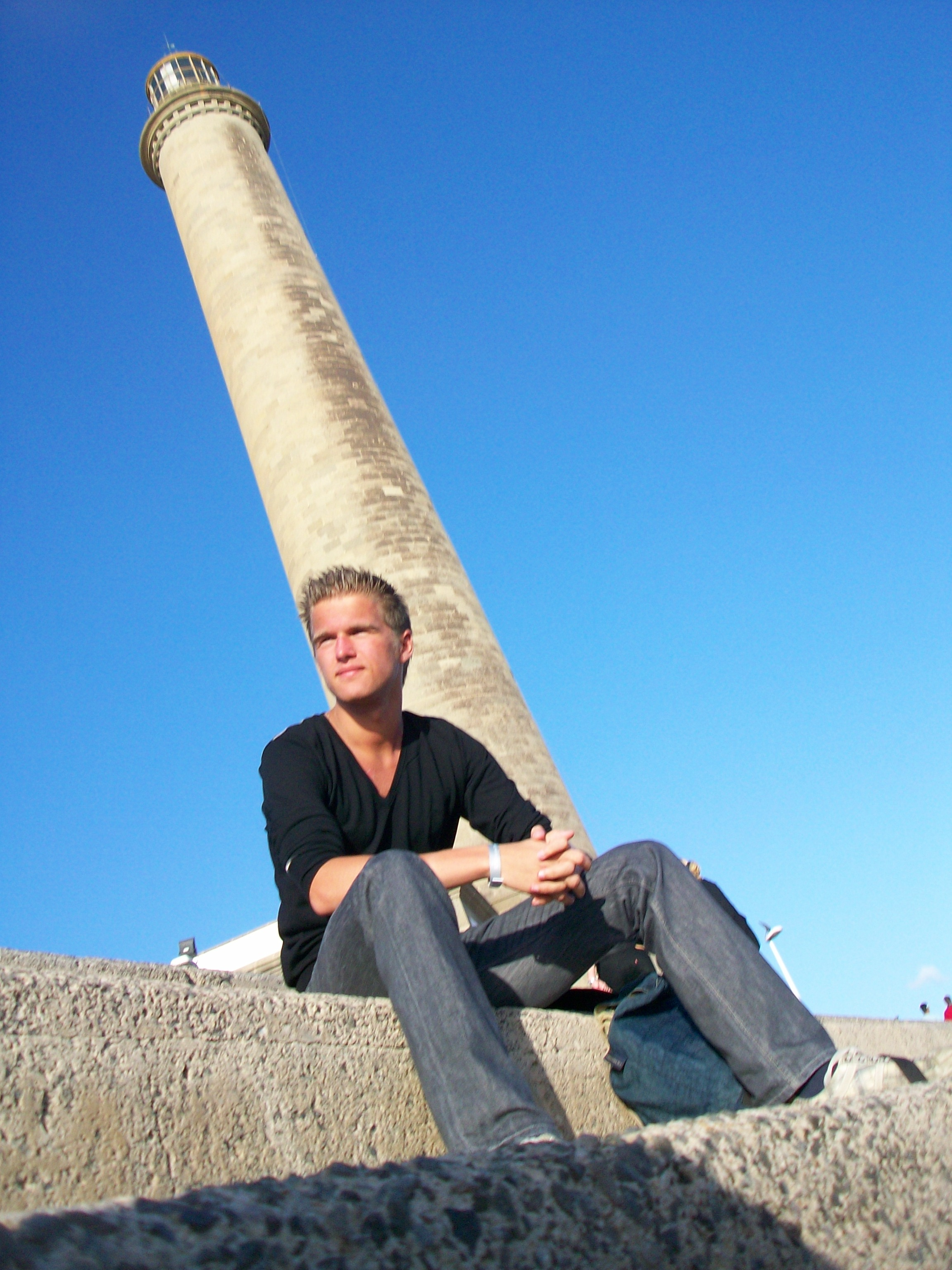
Jens Geerts
geboren in 1988

- 1470 – Pietro Bembo, Italiaans kardinaal en schrijver (overleden 1547)
- 1768 – Dolley Madison, Amerikaans first lady (overleden 1849)
- 1784 – Mathieu Kessels, Nederlands beeldhouwer (overleden 1836)
- 1799 – Honoré de Balzac, Frans schrijver (overleden 1850)
- 1804 – Hans Willem van Aylva van Pallandt, Nederlands politicus (overleden 1881)
- 1806 – John Stuart Mill, Engels filosoof en econoom (overleden 1873)
- 1818 – Cúchares, Spaans torero (overleden 1868)
- 1830 – Hector Malot, Frans schrijver (overleden 1907)
- 1846 – George Taubman Goldie, Manx ondernemer en bestuurder (overleden 1925)
- 1856 – Henri-Edmond Cross, Frans kunstschilder (overleden 1910)
- 1861 – Andries Bonger, Nederlands kunstverzamelaar (overleden 1936)
- 1870 – Arthur Korn, Duits natuurkundige (overleden 1945)
- 1871 – Pierre Abattucci, Belgisch kunstschilder en graficus (overleden 1942)
- 1877 – José Caancan, Filipijns beeldhouwer en houtsnijder (overleden 1965)
- 1881 – Władysław Sikorski, Pools militair en politicus (overleden 1943)
- 1882 – Sigrid Undset, Noors romanschrijfster (overleden 1949)
- 1883 – Faisal I van Irak, koning van Irak (overleden 1933)
- 1885 – Alexander Löhr, Oostenrijks officier (overleden 1947)
- 1888 – Mannes Francken, Nederlands voetballer (overleden 1948)
- 1901 – Max Euwe, Nederlands wereldkampioen schaken (overleden 1981)
- 1903 – Oscar Castelo, Filipijns jurist en politicus (overleden 1982)
- 1905 – Gerrit Achterberg, Nederlands dichter (overleden 1962)
- 1906 – Giuseppe Siri, Italiaans kardinaal-aartsbisschop van Genua (overleden 1989)
- 1906 – Lyda Roberti, Pools-Amerikaans filmactrice, zangeres en radioster (overleden 1938)
- 1908 – James Stewart, Amerikaans acteur en militair (overleden 1997)
- 1910 – Algisto Lorenzato (Batatais), Braziliaans voetballer (overleden 1960)
- 1911 – Annie M.G. Schmidt, Nederlands schrijfster (overleden 1995)
- 1912 – Moses Finley, Amerikaans historicus (overleden 1986)
- 1912 – Nereo Rocco, Italiaans voetballer en voetbalcoach (overleden 1979)
- 1912 – Edgar Wijngaarde, Surinaams ondernemer en politicus (overleden 1997)
- 1913 – Teodoro Fernández, Peruviaans voetballer (overleden 1996)
- 1913 – William Hewlett, Amerikaans medeoprichter van Hewlett-Packard (overleden 2001)
- 1915 – Moshe Dayan, Israëlisch oorlogsheld en staatsman (overleden 1981)
- 1919 – Lina Espina-Moore, Filipijns schrijfster (overleden 2000)
- 1920 – Godfrey Binaisa, voormalig president van Oeganda (overleden 2010)
- 1920 – Hans Josephsohn, Zwitsers beeldhouwer (overleden 2012)
- 1921 – Wolfgang Borchert, Duits schrijver (overleden 1947)
- 1921 – Aldo Gordini, Frans autocoureur (overleden 1995)
- 1921 – Hassan Tan, Ambonees-Nederlands huisarts en politicus
- 1922 – Ivo Schöffer, Nederlands historicus (overleden 2012)
- 1923 – Steve Krantz, Amerikaans (televisie)filmproducent en schrijver (overleden 2007)
- 1924 – Albert Buunk, Nederlands burgemeester (overleden 2025)
- 1924 – Valère Quaghebeur, Belgisch politicus (overleden 2012)
- 1927 – Lee Drollinger, Amerikaans autocoureur (overleden 2006)
- 1927 – Léon Letsch, Luxemburgs voetballer
- 1927 – Franciszek Macharski, Pools kardinaal; aartsbisschop van Krakau (overleden 2016)
- 1929 – André Carolus Cirino, Surinaams schrijver (overleden 2003)
- 1929 – Eddie Garcia, Filipijns acteur en regisseur (overleden 2019)
- 1929 – Theo Koomen, Nederlands sportverslaggever (overleden 1984)
- 1929 – Charles Tilly, Amerikaans socioloog, politicoloog en historicus (overleden 2008)
- 1929 – Thea Witteveen, Nederlands schrijfster (overleden 2017)
- 1930 – Coby Floor, Nederlands schoonspringster (overleden 2017)
- 1930 – Mate Trojanović, Joegoslavisch roeier (overleden 2015)
- 1931 – Bram van der Lek, Nederlands politicus (overleden 2013)
- 1932 – Cees van Berckel, Nederlands politicus (overleden 2016)
- 1932 – Rong Wongsawan, Thais schrijver (overleden 2009)
- 1934 – Jo Rutten, Nederlands ruiter (overleden 2007)
- 1935 – José Mujica, Uruguayaans politicus (overleden 2025)
- 1938 – Loek Hollander, Nederlands karateka (overleden 2020)
- 1938 – Stien Kaiser, Nederlands schaatsster (overleden 2022)
- 1938 – Marinella, Grieks zangeres
- 1938 – Elizabeth Schmitz, Nederlands politica en burgemeester (overleden 2024)
- 1939 – Agapito Aquino, Filipijns topman en politicus (overleden 2015)
- 1940 – Stan Mikita, Slowaaks-Canadees ijshockeyer (overleden 2018)
- 1943 – Geert-Jan Laan, Nederlands (onderzoeks)journalist en publicist (overleden 2023)
- 1944 – Josef Benz, Zwitsers bobsleeër (overleden 2021)
- 1944 – Joe Cocker, Brits zanger (overleden 2014)
- 1944 – Boudewijn de Groot, Nederlands zanger
- 1944 – Dietrich Mateschitz, Oostenrijks ondernemer en mede-oprichter van Red Bull (overleden 2022)
- 1945 – Gabriela Andersen-Schiess, Zwitsers atlete
- 1945 – Hans Polak, Nederlands journalist en tv-programmamaker (overleden 2016)
- 1945 – Marcel Van Goolen, Belgisch burgemeester (overleden 2021)
- 1945 – Anton Zeilinger, Oostenrijks natuurkundige
- 1946 – Cher, Amerikaans zangeres en actrice
- 1948 – Aleksandr Timosjinin, Russisch roeier (overleden 2021)
- 1949 – Chiel van Praag, Nederlands televisiepresentator
- 1950 – Trudy Ruth, Nederlands atlete
- 1950 – Harry Vermeegen, Nederlands televisiepresentator
- 1950 – Joop van Werkhoven, Nederlands zeiler
- 1951 – Rajan P. Dev, Indiaas acteur (overleden 2009)
- 1952 – Roger Milla, Kameroens voetballer
- 1952 – Vadim Zhuk, Wit-Russisch voetbalscheidsrechter
- 1953 – Leo Ehlen, Nederlands voetballer (overleden 2016)
- 1954 – Esko Aho, Fins staatsman, premier 1991-1995
- 1954 – Cindy Hensley McCain, Amerikaans zakenvrouw en filantrope
- 1954 – João Batista Nunes de Oliveira (Nunes), Braziliaans voetballer
- 1954 – Robert Van de Walle, Belgisch judoka
- 1955 – Anton Corbijn, Nederlands fotograaf
- 1955 – Zbigniew Preisner, Pools filmcomponist
- 1956 – Boris Akoenin, Russisch schrijver
- 1956 – Dean Butler, Amerikaans acteur
- 1958 – Kristoffer Gudmund Nielsen, Deens wielrenner
- 1959 – Israel Kamakawiwo'ole, Hawaïaans muzikant (overleden 1997)
- 1959 – Juan Carlos Letelier, Chileens voetballer
- 1959 – Bronson Pinchot, Amerikaans acteur
- 1960 – John Billingsley, Amerikaans acteur
- 1960 – Tony Goldwyn, Amerikaans acteur en regisseur
- 1960 – Elena Murgoci, Roemeens atlete (overleden 1999)
- 1961 – Roberta Pinotti, Italiaans minister van defensie
- 1962 – Christiane Felscherinow, Duits heroïneverslaafde (Christiane F.)
- 1962 – Ralph Peterson, Amerikaans jazzmuzikant en orkestleider (overleden 2021)
- 1962 – Peter De Roover, Belgisch politicus
- 1962 – Andrea Vreede, Nederlands journaliste
- 1964 – Miodrag Belodedici, Roemeens voetballer
- 1964 – Gija Guruli, Georgisch voetballer
- 1964 – Lebo M, Zuid-Afrikaans componist en zanger
- 1965 – Françoise Dethier, Belgisch atlete
- 1965 – Sylvia Dethier, Belgisch atlete
- 1966 – Liselotte Neumann, Zweeds golfster
- 1967 – Prins Paul, Grieks kroonprins
- 1967 – Tommy Wieringa, Nederlands schrijver
- 1968 – Philip Kooke, Nederlands sportverslaggever
- 1968 – Timothy Olyphant, Amerikaans acteur
- 1968 – Artur Wojdat, Pools zwemmer
- 1969 – Laurent Dufaux, Zwitsers wielrenner
- 1969 – Alberto Mancini, Argentijns tennisser
- 1969 – Egbert de Vries, Nederlands politicus
- 1969 – Joop Wijn, Nederlands politicus
- 1970 – Dick van Dijk, Nederlands darter
- 1970 – Louis Theroux, Brits-Amerikaans documentairemaker
- 1970 – Ebru Umar, Nederlands columniste
- 1971 – Tony Stewart, Amerikaans autocoureur
- 1972 – Maarten Arens, Nederlands judoka
- 1972 – Bård Borgersen, Noors voetballer
- 1972 – Serghei Cleșcenco, Moldavisch voetballer
- 1972 – Busta Rhymes, Amerikaans rapper
- 1974 – Stanislav Markelov, Russisch advocaat (overleden 2009)
- 1975 – Mariela Antoniska, Argentijns hockeyster
- 1975 – Isaac Gálvez, Spaans wielrenner (overleden 2006)
- 1975 – Auke Hulst, Nederlands schrijver
- 1975 – Tahmoh Penikett, Canadees acteur
- 1975 – Urta Rozenstruik, Nederlands atlete en bobsleester
- 1976 – Sebastián Alquati, Argentijns judoka
- 1976 – Lado Fumic, Duits mountainbiker
- 1976 – Virpi Kuitunen, Fins langlaufster
- 1977 – Matt Czuchry, Amerikaans acteur
- 1977 – Gerwin van der Plaats, Nederlands organist en dirigent
- 1977 – Ann Reymen, Belgisch radio- en televisiepresentatrice
- 1977 – Serghei Rogaciov, Moldavisch voetballer
- 1978 – Nils Schumann, Duits atleet
- 1979 – Maria Gabriel, Bulgaars politica
- 1979 – Jan Kuyckx, Belgisch wielrenner
- 1980 – Matt Deakin, Amerikaans roeier
- 1980 – Agnes Kittelsen, Noors actrice
- 1981 - Carmen Souza, Portugees zangeres
- 1981 – Iker Casillas, Spaans voetbaldoelman
- 1982 – Petr Čech, Tsjechisch voetbaldoelman
- 1982 – Ellen Deckwitz, Nederlands dichteres
- 1983 – Óscar Cardozo, Paraguayaans voetballer
- 1983 – Ellen Cochuyt, Belgisch atlete
- 1983 – Anja Huber, Duits skeletonster
- 1983 – Matt Langridge, Brits roeier
- 1984 – Eunice Kirwa, Keniaans/Bahreins atlete
- 1984 – Kim Shaw, Amerikaans actrice
- 1985 – Chris Froome, Keniaans-Brits wielrenner
- 1985 – Joep Roelofsen, Nederlands radio-dj
- 1985 – Femke van der Meij, Nederlands atlete
- 1985 – Dennis Ruijgrok, Nederlands schaker
- 1986 – Yon González, Spaans acteur
- 1987 – Ajmal Faizzada, Afghaans judoka
- 1987 – Mike Havenaar, Japans voetballer
- 1987 – Iris Hond, Nederlands pianiste
- 1987 – Andrea Lalli, Italiaans atleet
- 1987 – Taku Takeuchi, Japans schansspringer
- 1988 – Jens Geerts, Belgisch model en presentator
- 1988 – Kim Lamarre, Canadees freestyleskiester
- 1988 - Andrij Protsenko, Oekraïens atleet
- 1989 – Claudio Cantelli, Braziliaans autocoureur
- 1990 – Nicky van Leuveren, Nederlands atlete
- 1990 – Josh O'Connor, Engels acteur
- 1990 – Pius Paschke, Duits schansspringer
- 1991 – Henrik Ojamaa, Estisch voetballer
- 1992 – Linn Blohm, Zweeds handbalster
- 1992 – Cate Campbell, Australisch zwemster
- 1992 – Maud van der Meer, Nederlands zwemster
- 1992 – Fanny Smith, Zwitsers freestyleskiester
- 1992 – Jack Gleeson, Iers acteur.
- 1993 – Juanmi, Spaans voetballer
- 1993 – Caroline Zhang, Amerikaans kunstschaatsster
- 1994 – Abbey Hoes, Nederlands actrice
- 1994 – Frida Sandén, Zweeds zangeres
- 1994 – Ryan Tveter, Amerikaans autocoureur
- 1994 – Mathias Vosté, Belgisch inline-skater en schaatser
- 1995 – Axel Journiaux, Frans wielrenner
- 1996 – Antonio Fuoco, Italiaans autocoureur
- 1996 – Niek Kimmann, Nederlands BMX'er
- 1997 – Sylwia Matysik, Pools voetbalster
- 1998 – Jamie Chadwick, Brits autocoureur
- 1998 – Thomas Fannon, Brits zwemmer
- 1998 – Nam Nguyen, Canadees kunstschaatser
- 2000 – Rosa Linn, Armeens zangeres
- 2000 – Kieran Smith, Amerikaans zwemmer
- 2002 - Ditaji Kambundji, Zwitsers atlete
- 2002 – Oussama Targhalline, Marokkaans voetballer
- 2005 – Iris Remmers, Nederlands voetbalster
- 2006 – Thalia Tran, Amerikaans actrice

## Overleden

Christoffel Columbus
overleden in 1506

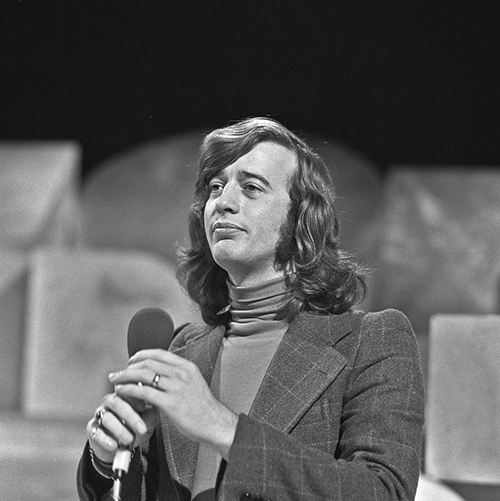
Robin Gibb (Bee Gees)
overleden in 2012

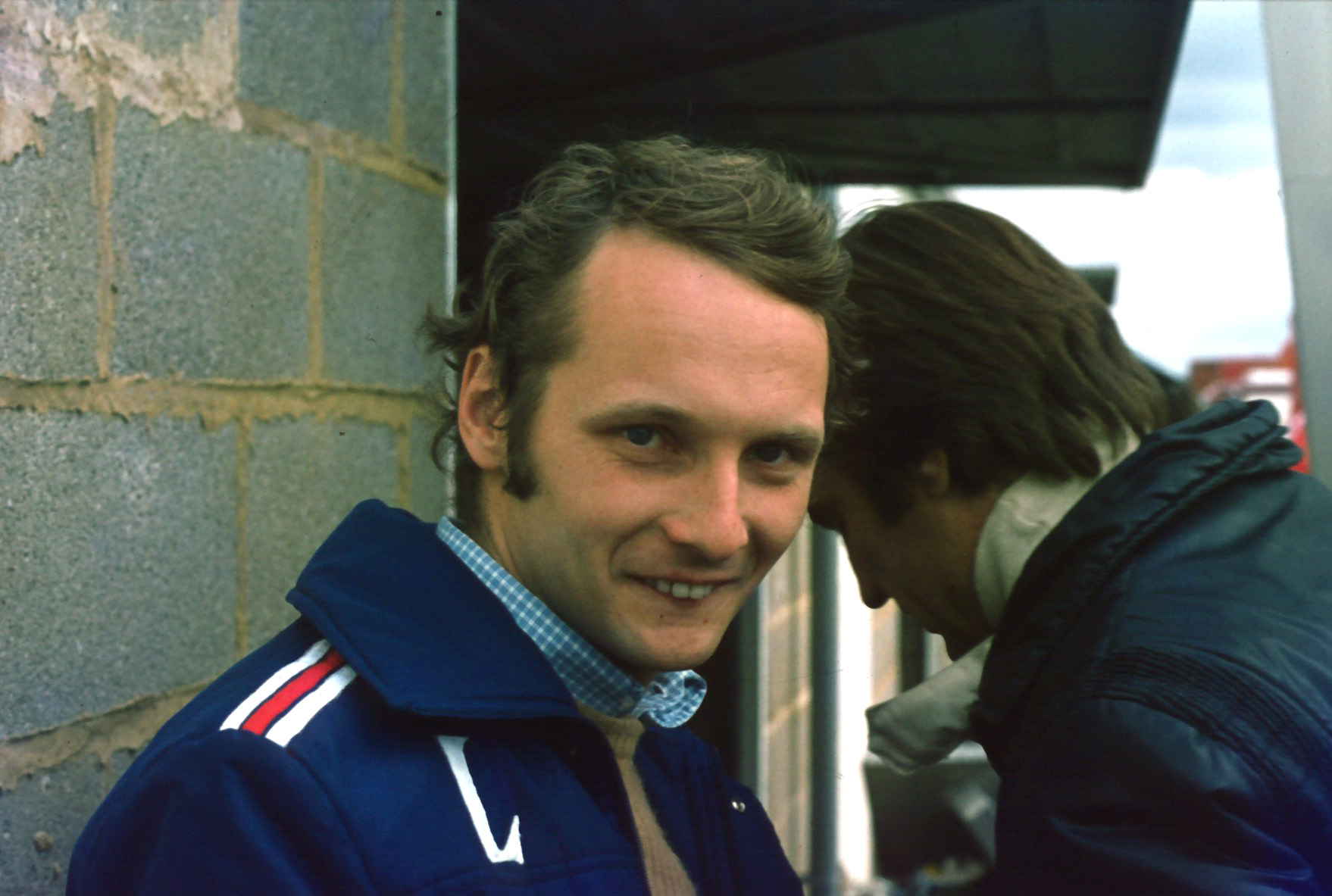
Niki Lauda (in 1975)
overleden in 2019

- 1277 – Paus Johannes XXI, paus van 1276-1277
- 1471 – Hendrik VI van Engeland (49), koning van Engeland (1422-1461 en 1470-1471)
- 1506 – Christoffel Columbus (55), ontdekkingsreiziger
- 1834 – Gilbert du Motier de la Fayette (76), Frans aristocraat
- 1837 – Johan Afzelius (83), Zweeds scheikundige
- 1837 – Frederik van Hessen-Kassel (89), zoon van landgraaf Frederik II van Hessen-Kassel
- 1868 – Gerardus Henri Betz (51), Nederlands politicus
- 1880 – Eugène de Ligne (76), Belgisch politicus
- 1896 – Clara Schumann (76), Duits pianiste en componiste
- 1897 – Minna Canth (53), Fins schrijfster
- 1899 – Anna Bergendahl (71), Nederlandse abolitioniste
- 1935 – Jakob van Schevichaven (68), Nederlands detectiveschrijver
- 1940 – Joris Van Severen (45), Belgisch politicus
- 1943 – Filemon Perez (60), Filipijns politicus
- 1946 – George Bovet (71), Zwitsers politicus
- 1946 – Verner von Heidenstam (80), Zweeds dichter en romanschrijver
- 1961 – Josef Priller (45), Duits gevechtspiloot
- 1965 – Edgar Barth (48), Duits autocoureur
- 1965 – Kristian Middelboe (84), Deens voetballer en voetbalbestuurder
- 1974 – Jean Daniélou (69), Frans kardinaal en theoloog
- 1976 – Camilo Osias (87), Filipijns politicus en schrijver
- 1976 – Henry Pearce (70), Australisch roeier
- 1978 – Joseph Otterbeen (79), Belgisch atleet
- 1981 – Janny Adema (58), Nederlands atlete
- 1986 – Helen Brooke Taussig (87), Amerikaans cardiologe
- 1986 – Pim van Boetzelaer van Oosterhout (93), Nederlands politicus
- 1989 – Gilda Radner (42), Amerikaans actrice
- 1992 – Giovanni Colombo (89), Italiaans kardinaal-aartsbisschop van Milaan
- 1992 – Alicia Vergel (64), Filipijns actrice
- 1997 – Virgilio Barco (75), Colombiaans diplomaat en president
- 1997 – Cor Galis (86), Nederlands radiomaker
- 1999 – Carlos Quirino (89), Filipijns dichter
- 1999 – Alie Stijl (76), Nederlands zwemster
- 2000 – Charles Antenen (70), Zwitsers voetballer
- 2000 – Jean-Pierre Rampal (78), Frans fluitist
- 2001 – Richard Ross (55), Pools-Nederlands goochelaar
- 2002 – Stephen Jay Gould (60), Amerikaans paleontoloog
- 2003 – Lou Steenbergen (81), Nederlands acteur
- 2004 – Piet van den Heuvel (69), Nederlands kunstenaar
- 2005 – Toon Brusselers (71), Nederlands voetballer
- 2005 – Paul Ricœur (92), Frans filosoof
- 2006 – Richard McIlkenny (73), een van de Zes van Birmingham
- 2006 – Willem Poorterman (82), Nederlands verzetsstrijder
- 2007 – Baruch Kimmerling (67), Israëlisch socioloog, politicoloog en historicus
- 2007 – Stanley Miller (77), Amerikaans scheikundige en bioloog
- 2008 – Crispin Beltran (75), Filipijns politicus en vakbondsleider
- 2008 – Jeff Bodart (45), Waals chansonnier
- 2011 – Eduard Janota (59), Tsjechisch minister
- 2011 – Randy Savage (58), Amerikaans worstelaar
- 2012 – Robin Gibb (62), Brits zanger
- 2012 – Eugene Polley (96), Amerikaans ingenieur en uitvinder
- 2013 – Ray Manzarek (74), Amerikaans popmuzikant
- 2015 – Gust Van Brussel (90), Belgisch schrijver en dichter
- 2015 – Floor van Cleemputte (107), Nederlands oudste man
- 2017 – Albert Bouvet (87), Frans wielrenner
- 2017 – Emile Degelin (90), Belgisch filmmaker en schrijver
- 2018 – Billy Cannon (80), Amerikaans Americanfootballspeler
- 2018 – Bill Gold (97), Amerikaans grafisch ontwerper
- 2018 – Ramón Chao (83), Spaans schrijver
- 2018 – Carol Mann (77), Amerikaans golfspeelster
- 2018 – Patricia Morison (103), Amerikaans actrice
- 2019 – Niki Lauda (70), Oostenrijks F1 autocoureur
- 2020 – Wolfgang Gunkel (72), Duits roeier
- 2020 – Adolfo Nicolás (84), Spaans jezuïet en hoogleraar
- 2021 – Ingvar Cronhammar (73), Zweeds-Deens kunstenaar
- 2021 – Cees van Drongelen (84), Nederlands radio- en tv presentator
- 2021 – Johan Weyts (81), Belgisch politicus en advocaat
- 2022 – Mickey Huibregtsen (82), Nederlands topmanager en sportbestuurder
- 2022 – Pierre Janssens (82), Nederlands burgemeester
- 2022 – Susan Roces (80), Filipijns film- en televisieactrice
- 2023 – Richard McDermott (82), Amerikaans schaatser
- 2023 – Hans van den Dungen (61), Nederlands voetballer
- 2024 – Emmanuel Hendrickx (84), Belgisch politicus
- 2024 – Bertus Mulder (95), Nederlands architect en schrijver
- 2024 – Karl-Heinz Schnellinger (85), (West-)Duits voetballer
- 2025 – Francisco de Borbón y Escasany (81), Spaans zakenman
- 2025 - Joan Harrison (89),  Zuid-Afrikaans zwemster
- 2025 - Trần Đức Lương (88), Vietnamees politicus en president (1997-2006)
- 2025 - Michael B. Tretow (80), Zweeds muziekproducent
- 2025 – George Wendt (76), Amerikaans acteur

## Viering/herdenking
- Nationale feestdag van Kameroen
- Nationale feestdag van Oost-Timor

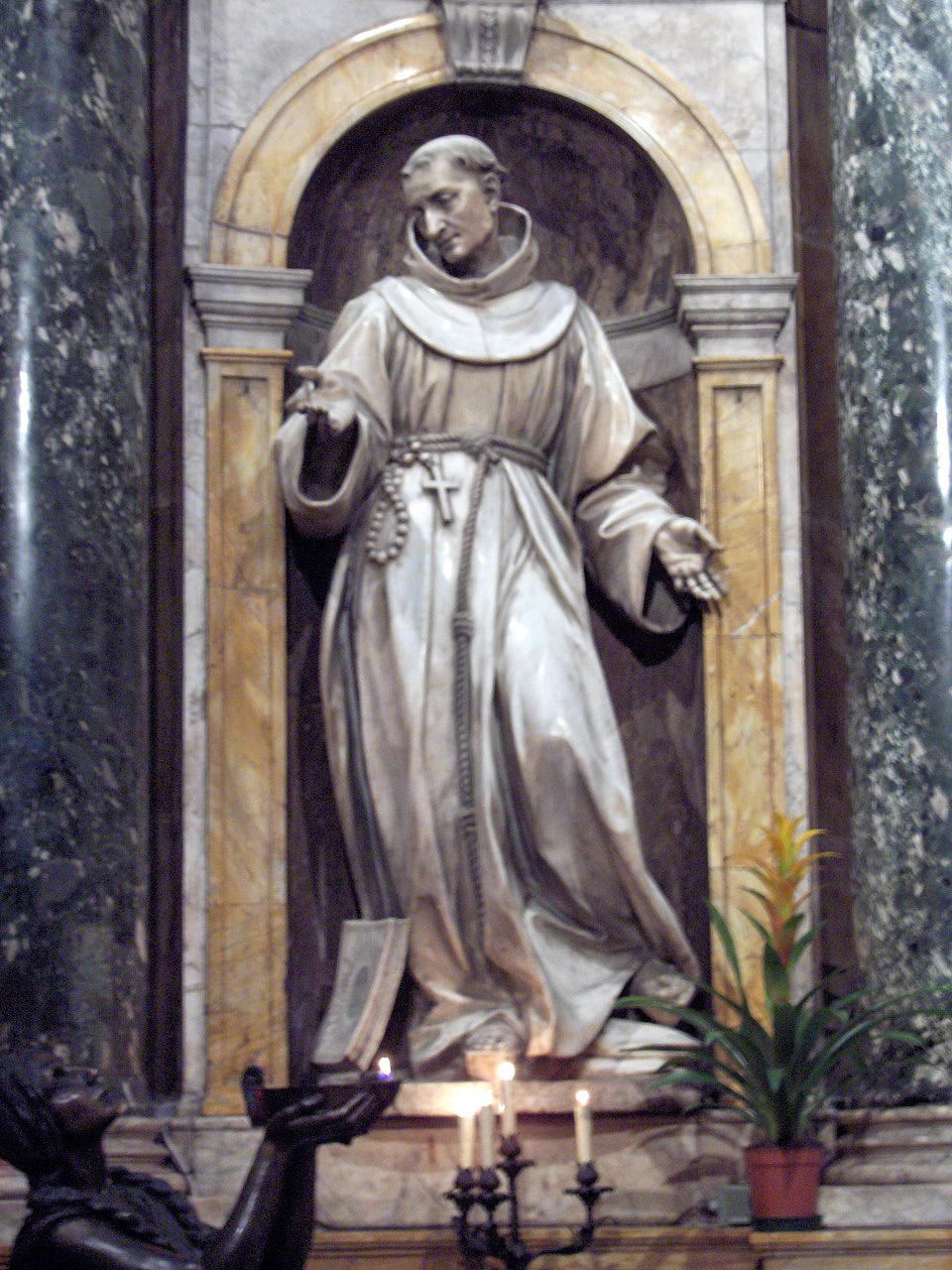
H. Bernardinus van Siena

- Eerste dag van de Franse Revolutionaire maand Prairial
- Rooms-katholieke kalender:
  - Heilige Bernardinus van Siena († 1444) – Vrije Gedachtenis
  - Heilige Æthelberht II van East Anglia († 794)
  - Zalige Hendrina Stenmanns († 1903) – Gedachtenis (in Bisdom Roermond)
- Wereld Bijendag

## Weerextremen

### Nederland
| | Officiële records | Officiële records | Officiële records |      | Landelijke records | Landelijke records | Landelijke records                      |
| Gebeurtenis | Jaar              | Extreem           | Locatie           | Jaar | Extreem            | Locatie            |                                         |
| --- | ----------------- | ----------------- | ----------------- | ---- | ------------------ | ------------------ | --------------------------------------- |
| Laagste etmaalgemiddelde temperatuur (°C) | 1955              | 6,0               | De Bilt           |      | 1955               | 5,1                | Eelde                                   |
| Hoogste etmaalgemiddelde temperatuur (°C) | 1910              | 21,1              | De Bilt           |      | 1932               | 22,7               | Maastricht                              |
| Laagste minimumtemperatuur (°C) | 1965              | −0,1              | De Bilt           |      | 1965               | −0,9               | Eindhoven                               |
| Hoogste minimumtemperatuur (°C) | 1910              | 14,0              | De Bilt           |      | 1992               | 16,4               | Rotterdam Geulhaven                     |
| Laagste maximumtemperatuur (°C) | 1955, 1969        | 10,3              | De Bilt           |      | 1931               | 8,8                | Vlissingen                              |
| Hoogste maximumtemperatuur (°C) | 1910              | 29,0              | De Bilt           |      | 1932               | 29,9               | Maastricht                              |
| Hoogste uurgemiddelde windsnelheid (m/s) | 1950, 1954        | 10,3              | De Bilt           |      | 2006               | 20,0               | Vlakte van De Raan                      |
| Hoogste windstoot (m/s) | 1955              | 19,0              | De Bilt           |      | 2006               | 25,0               | Cadzand, Vlakte van De Raan, Vlissingen |
| Langste zonneschijnduur (uur) | 1952              | 14,8              | De Bilt           |      | 1952 1992          | 15,0               | Eelde Hoogeveen, Hupsel, Nieuw Beerta   |
| Langste neerslagduur (uur) | 2003              | 8,6               | De Bilt           |      | 2013               | 16,1               | Wilhelminadorp                          |
| Hoogste etmaalsom van de neerslag (mm) | 1945              | 23,3              | De Bilt           |      | 2024               | 48,3               | Lauwersoog                              |
| Laagste etmaalgemiddelde relatieve vochtigheid (%) | 1909              | 45                | De Bilt           |      | 1940               | 36                 | Maastricht                              |
| Laagste uurwaarde luchtdruk op zeeniveau (hPa) | 2006              | 989,8             | De Bilt           |      | 2006               | 987,7              | Vlieland                                |
| Hoogste uurwaarde luchtdruk op zeeniveau (hPa) | 2010              | 1031,8            | De Bilt           |      | 2010               | 1032,5             | Vlissingen, Westdorpe                   |
| Officiële records worden altijd gemeten op het KNMI-weerstation in De Bilt. Landelijke records kunnen worden gemeten op elk officieel KNMI-weerstation in Nederland. |                   |                   |                   |      |                    |                    |                                         |

Uitzonderlijke gebeurtenissen
- 1909 - Eerste officiële warme dag van het jaar (maximumtemperatuur ≥ 20 °C in De Bilt)
- 1910 - Eerste officiële zomerse dag van het jaar (maximumtemperatuur ≥ 25 °C in De Bilt)
- 2014 - Eerste officiële zomerse dag van het jaar (maximumtemperatuur ≥ 25 °C in De Bilt)
- 2023 - Officieel hoogste uurgemiddelde windsnelheid in m/s van mei dit jaar gemeten in De Bilt: 8,0
- 2024 - Landelijk hoogste etmaalsom van de neerslag in mm van het jaar gemeten in Lauwersoog: 48,3 (voorlopig)
- 2024 - Landelijk hoogste etmaalsom van de neerslag in mm van mei dit jaar gemeten in Lauwersoog: 48,3 (voorlopig)

### België
Dagrecords
- 1907 - Laagste etmaalgemiddelde temperatuur 6,4 °C
- 1932 - Hoogste etmaalgemiddelde temperatuur 21,6 °C
- 1900 - Laagste minimumtemperatuur 0,1 °C
- 1932 - Hoogste maximumtemperatuur 28,4 °C
- 1906 - Hoogste etmaalsom van de neerslag 25 mm

Uitzonderlijke gebeurtenissen
- 1907 - Minimumtemperatuur −1,3 °C in Leopoldsburg, terwijl het maximum de twaalfde nog 31,0 °C bedroeg.
- 1998 - Warmste mei-decade van de eeuw in Ukkel: gemiddelde temperatuur 21,1 °C.
- 2014 - In Bevekom wordt een windstoot van 122 km/u gemeten tijdens een onweersbui.

<< · 1 · 2 · 3 · 4 · 5 · 6 · 7 · 8 · 9 · 10 · 11 · 12 · 13 · 14 · 15 · 16 · 17 · 18 · 19 · 20 · 21 · 22 · 23 · 24 · 25 · 26 · 27 · 28 · 29 · 30 · 31 · >>